# Crematogaster schmidti
Crematogaster schmidti  (лат.) — вид муравьёв рода Crematogaster из подсемейства Myrmicinae (Formicidae). 

## Распространение
Западная Палеарктика: Балканы (Болгария, Греция, Македония, Словения, Черногория), Иран, Крым (Украина/Россия), Кавказ (Армения, Грузия), Турция, Копетдаг (Туркмения).

## Описание
Мелкие муравьи (рабочие имеют длину 3—5 мм, самки — 8—10, самцы — 3—4), двуцветные: брюшко чёрное, а голова и грудь красно-коричневые. Первый членик стебелька (петиоль) трапециевидный (вид сверху). Задняя часть груди (проподеум) с шипами. Усики 11-члениковые (12 у самцов). Стебелёк между грудкой и брюшком состоит из двух члеников: петиолюса и постпетиолюса (последний четко отделен от брюшка), жало развито, куколки голые (без кокона). Характерна возможность откидывать брюшко на спину при распылении кислоты. Муравейники в древесине. Семьи содержат одну матку (моногинные) и несколько тысяч рабочих особей. Вид был впервые описан из Австрии в 1853 году австрийским мирмекологом Густавом Майром под первоначальным названием Acrocoelia schmidti Mayr, 1853, долгое время смешивался с видами Crematogaster auberti и Crematogaster scutellaris (рассматривался в качестве подвида или младшего синонима).

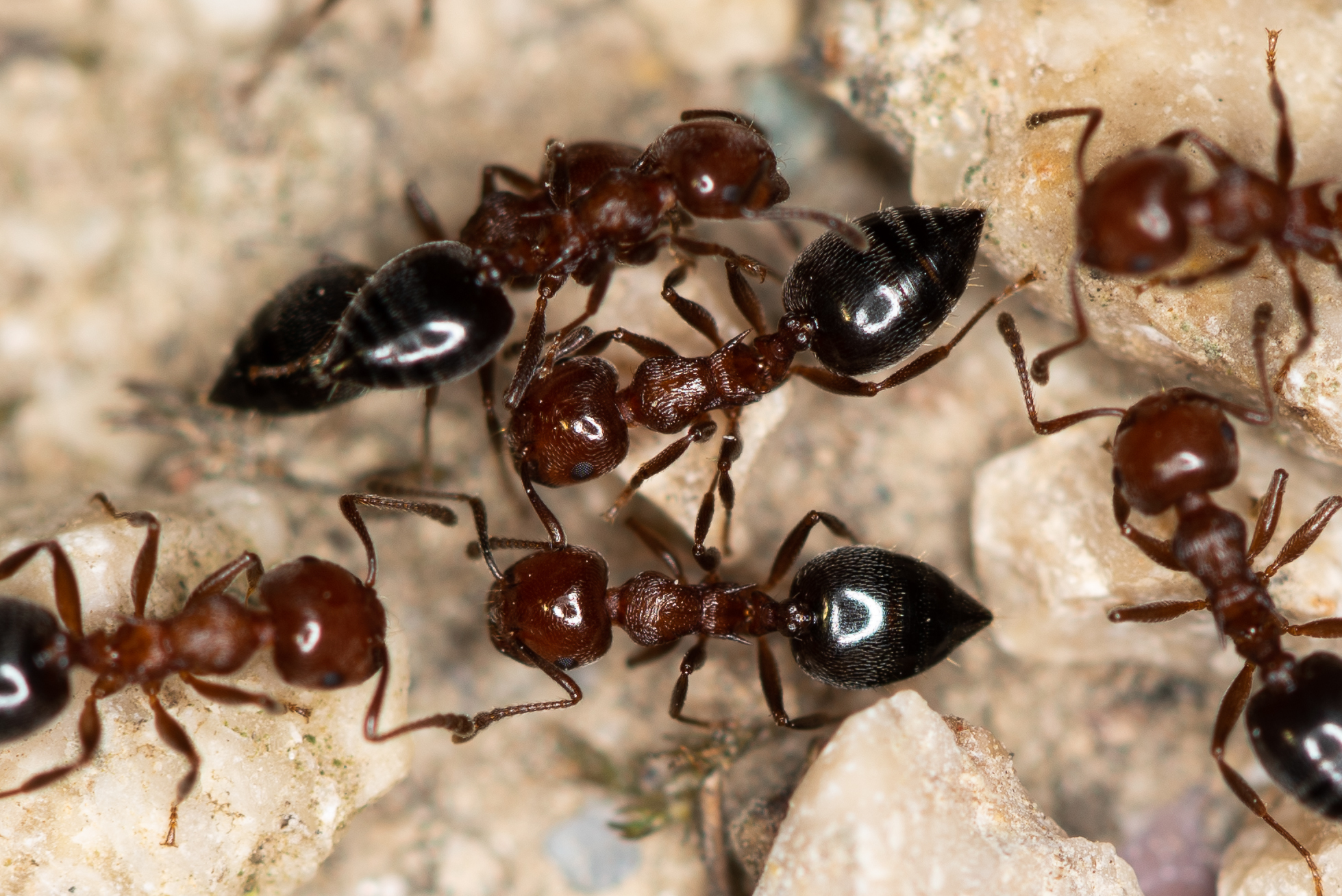
Crematogaster schmidti вблизи
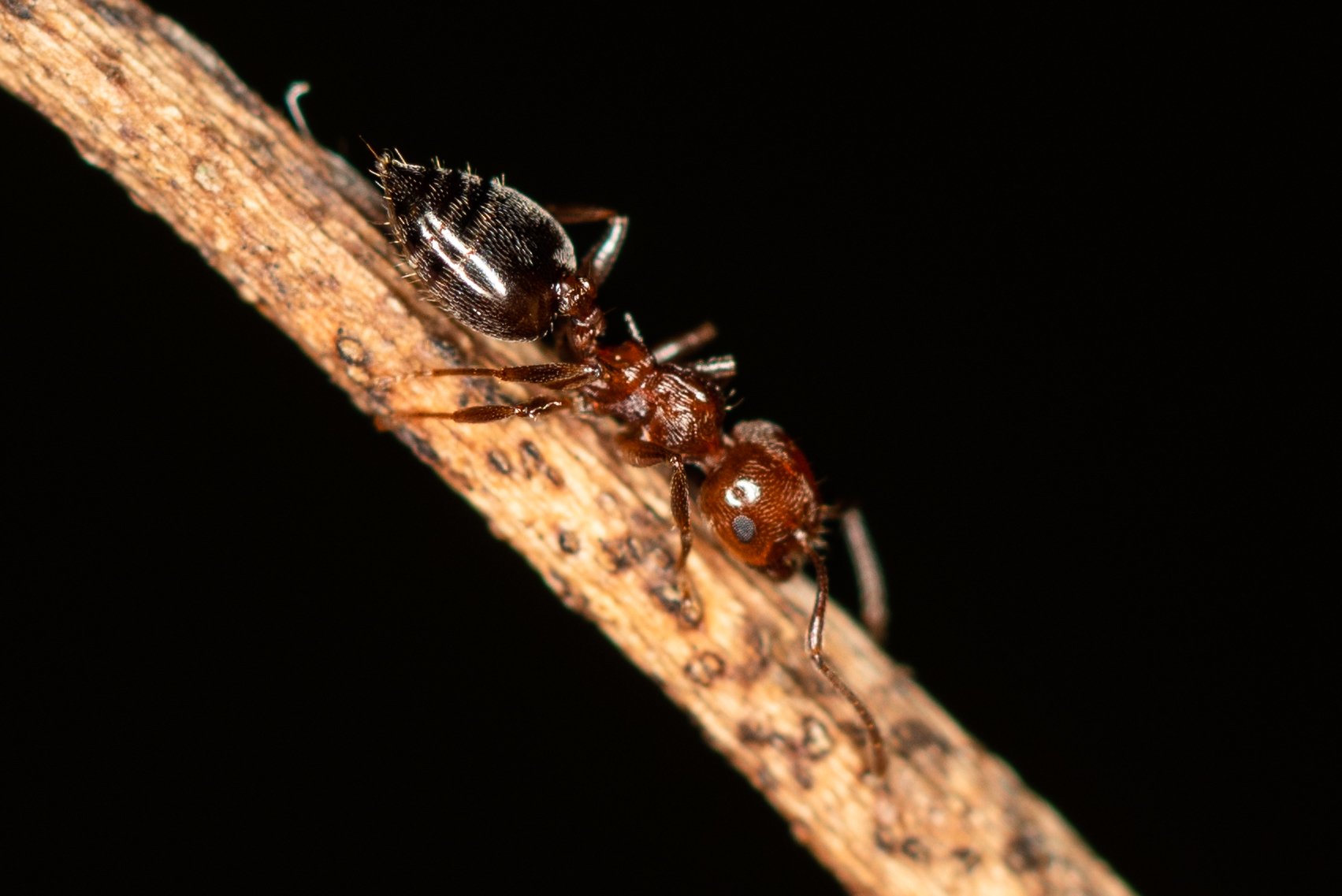
Одиночный Crematogaster schmidti на ветке
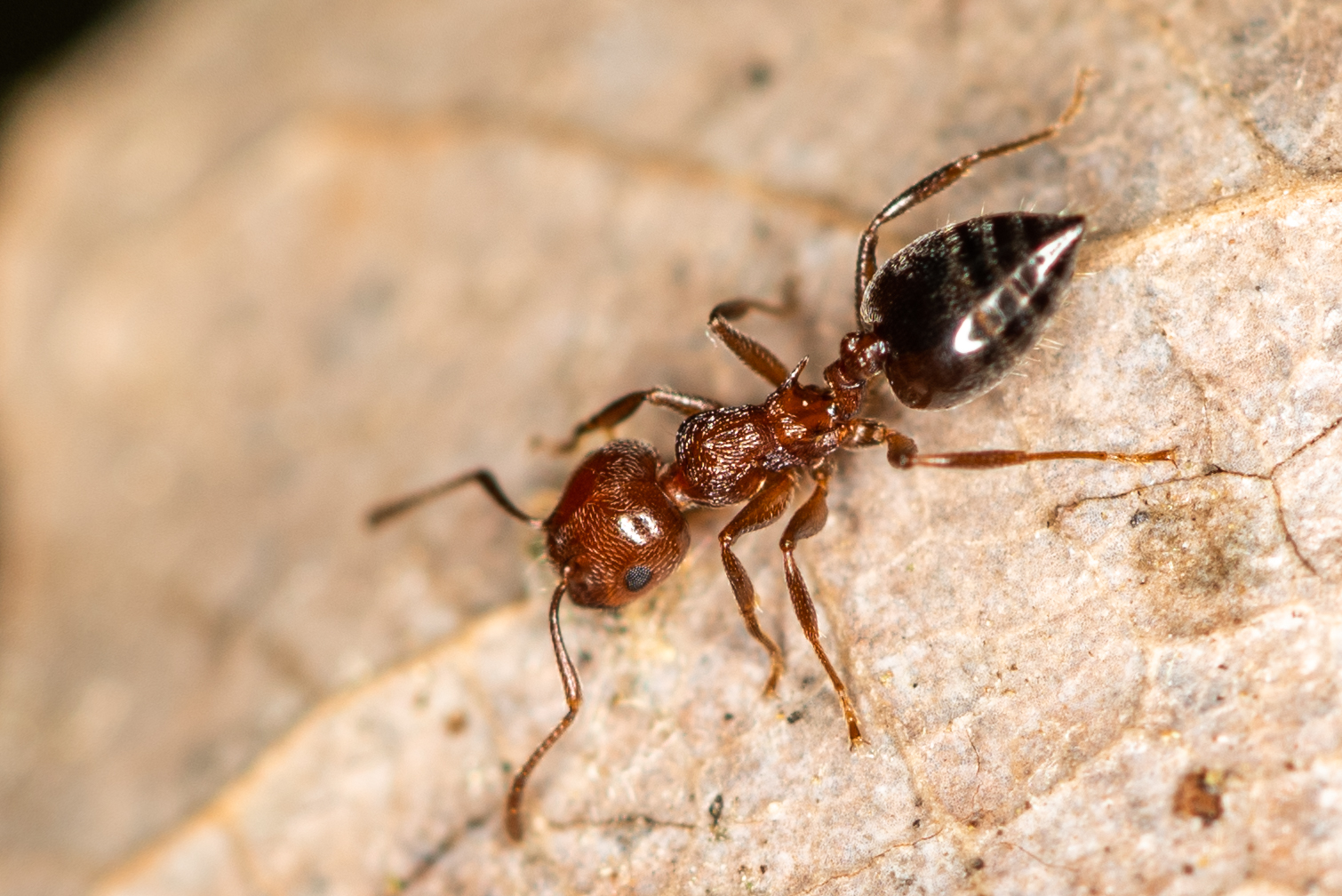
Одиночный Crematogaster schmidti на листе
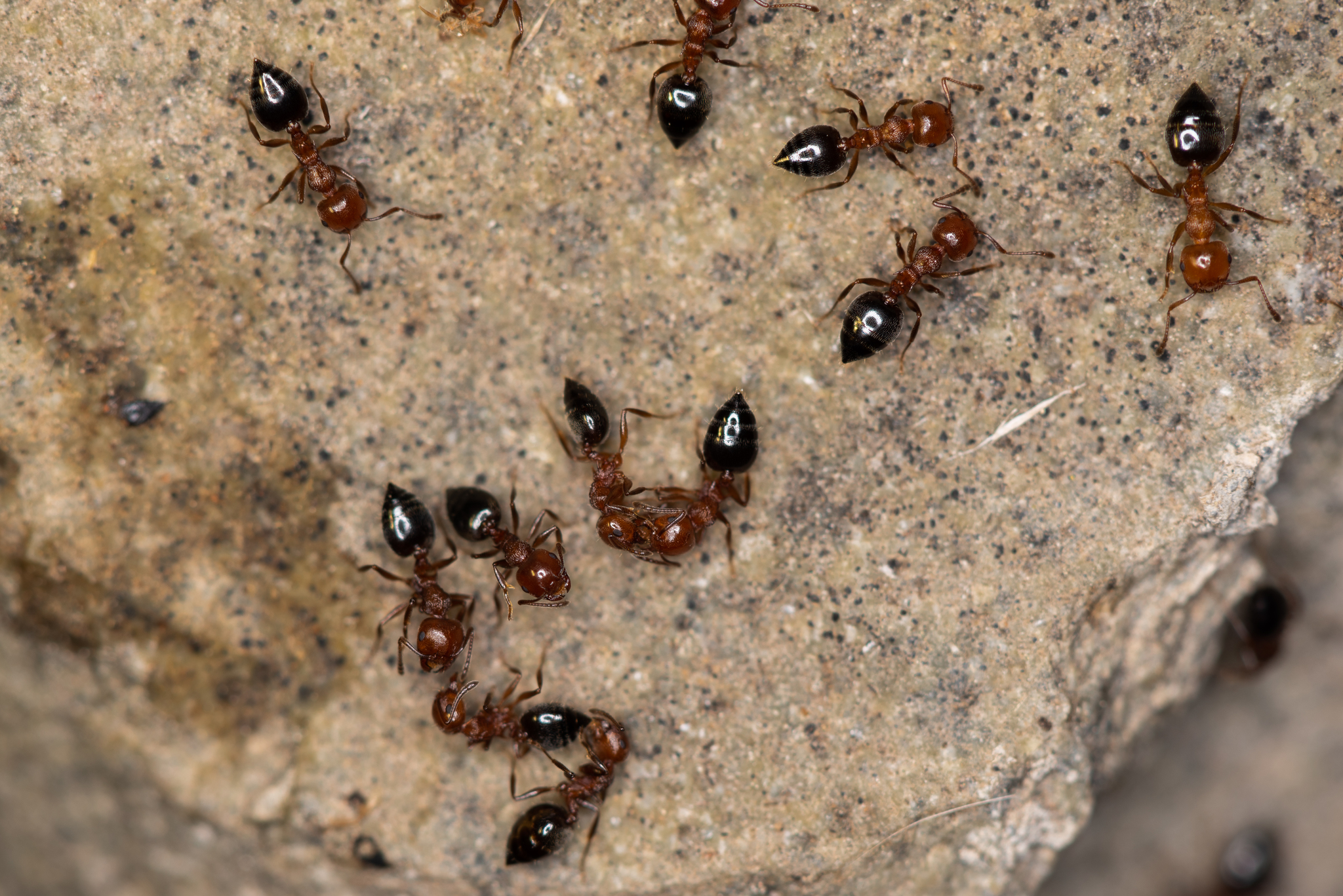
Группа Crematogaster schmidti
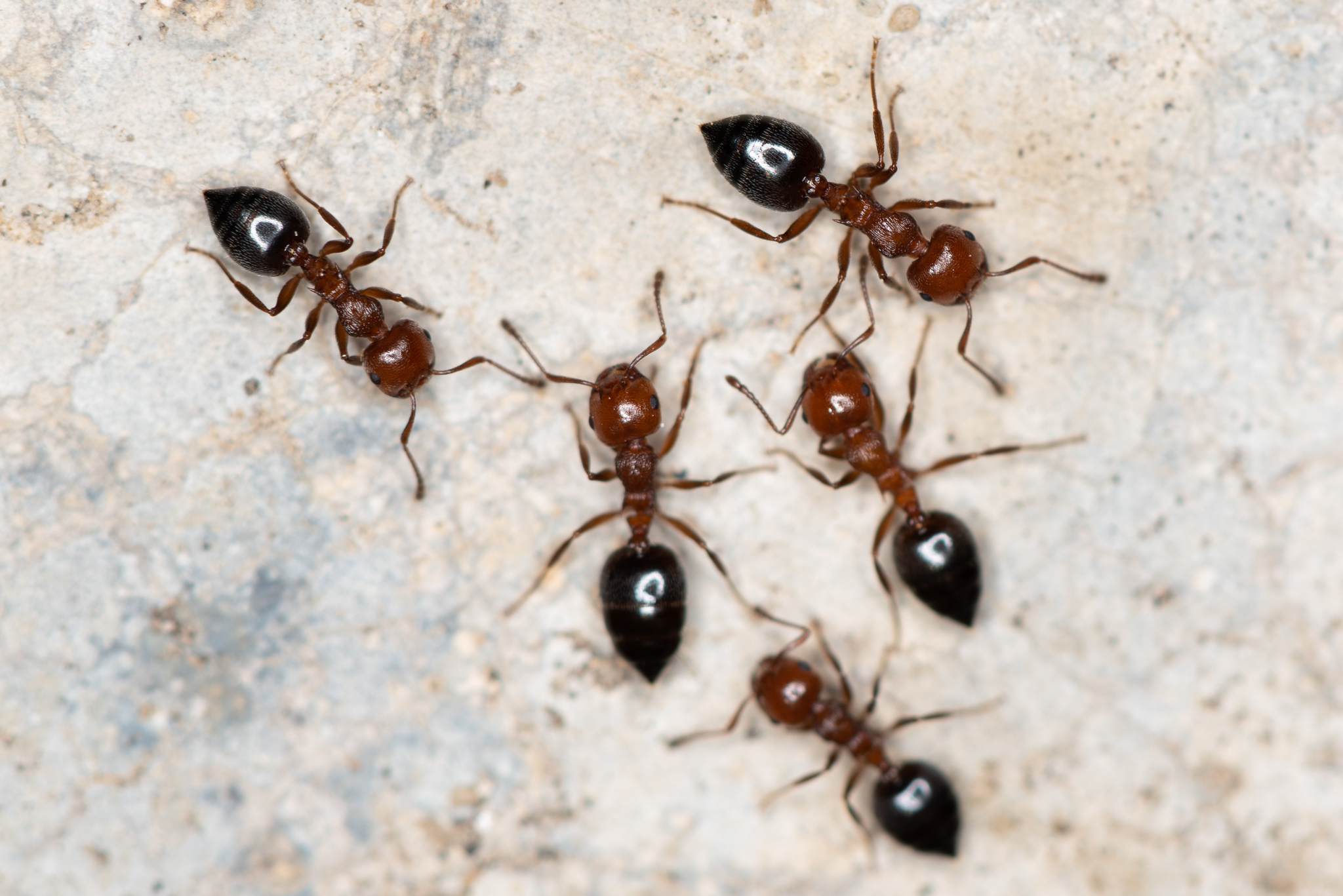
Группа Crematogaster schmidti
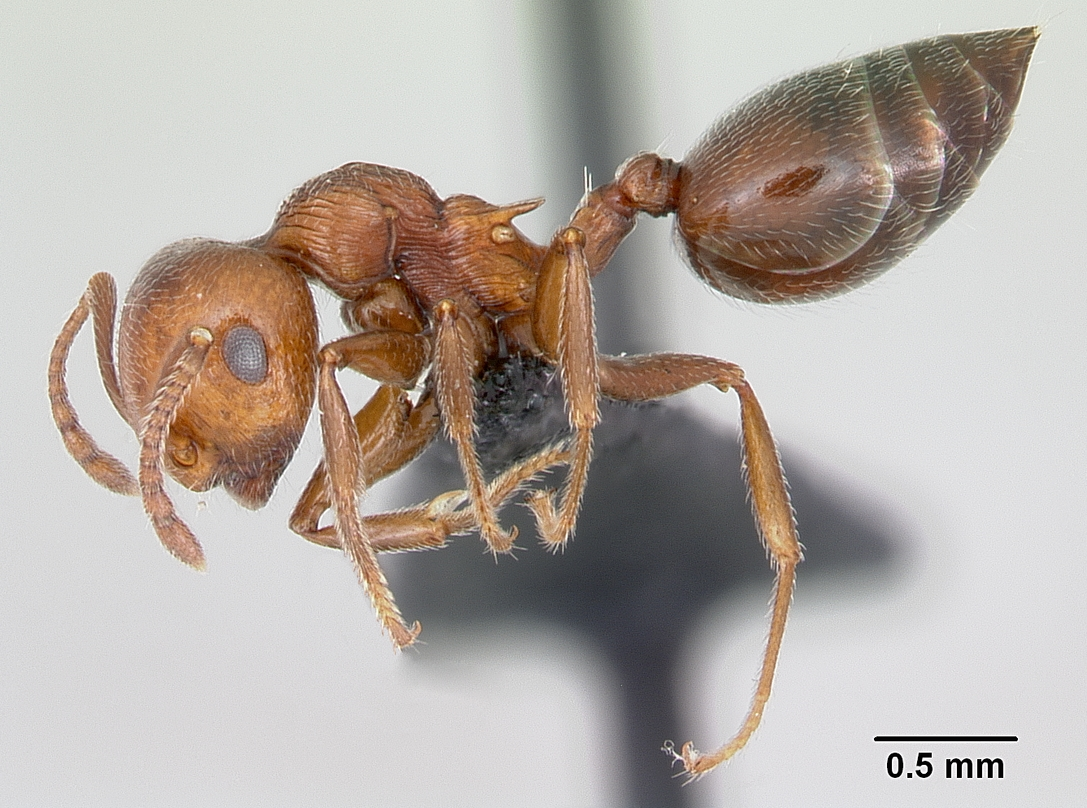
Профиль
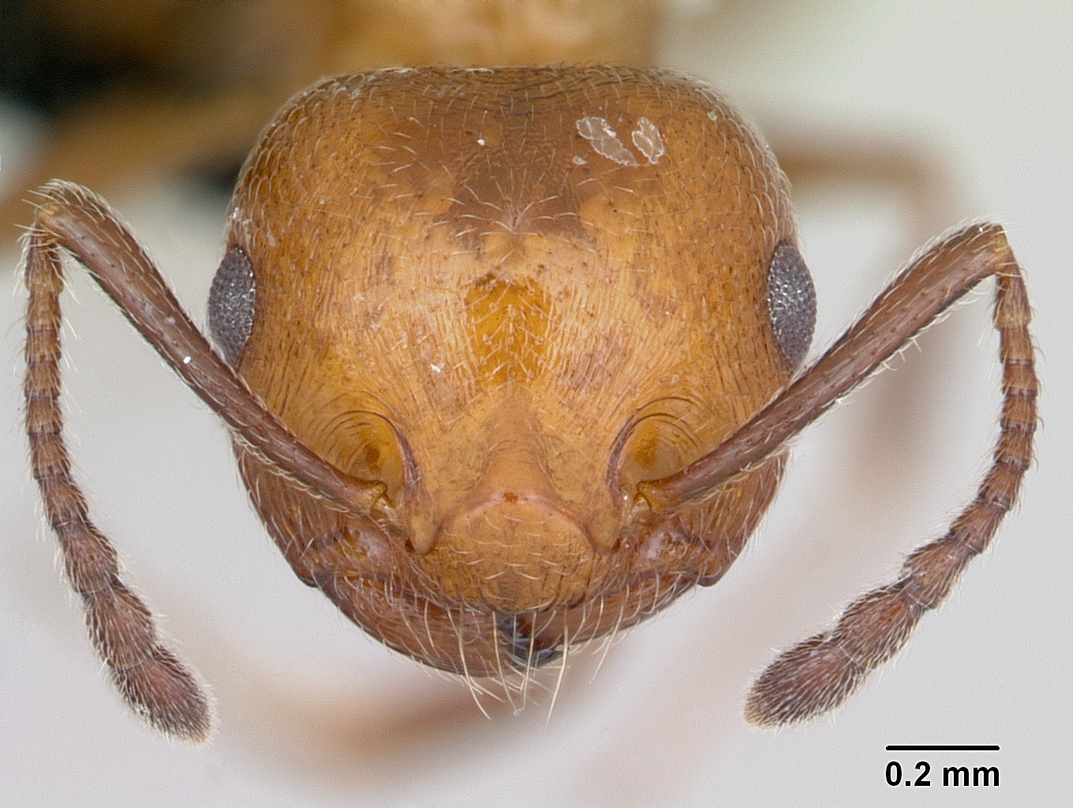
Голова